# Merschweiller
Merschweiller (Duits:Merschweiler) is een gemeente in het Franse departement Moselle in de regio Grand Est. De gemeente telde 290 inwoners op 1 januari 2022.

## Geschiedenis
De gemeente maakte voor 2015 deel uit van het arrondissement Thionville-Est en kanton Sierck-les-Bains. Op 1 januari 2015 fuseerden de arrondissementen van Thionville tot het arrondissement Thionville. Toen op 22 maart 2015 het kanton Sierck-les-Bains werd opgeheven werd Merschweiller opgenomen in het kanton Bouzonville.

## Geografie
De oppervlakte van Merschweiller bedraagt 5,76 vierkante kilometer; Op 1 januari 2022 was de bevolkingsdichtheid 50,3 inwoners per km².
De onderstaande kaart toont de ligging van Merschweiller met de belangrijkste infrastructuur en aangrenzende gemeenten.

## Demografie
Onderstaande figuur toont het verloop van het inwonertal.
Arrondissement Forbach-Boulay-Moselle:

Alzing · Anzeling · Berviller-en-Moselle · Bibiche · Bouzonville · Brettnach · Château-Rouge · Chémery-les-Deux · Colmen · Dalem · Dalstein · Ébersviller · Falck · Filstroff · Freistroff · Guerstling · Hargarten-aux-Mines · Heining-lès-Bouzonville · Hestroff · Holling · Menskirch · Merten · Neunkirchen-lès-Bouzonville · Oberdorff · Rémelfang · Rémering · Saint-François-Lacroix · Schwerdorff · Tromborn · Vaudreching · Villing · Vœlfling-lès-Bouzonville

Arrondissement Thionville:

Apach · Contz-les-Bains · Creutzwald · Flastroff · Grindorff-Bizing · Halstroff · Haute-Kontz · Hunting · Kerling-lès-Sierck · Kirsch-lès-Sierck · Kirschnaumen · Laumesfeld · Launstroff · Malling · Manderen-Ritzing · Merschweiller · Montenach · Rémeling · Rettel · Rustroff · Sierck-les-Bains · Waldweistroff · Waldwisse